# U.S. Bank Center (Milwaukee)
El U.S. Bank Center es un rascacielos ubicado en el centro de Milwaukee, Wisconsin, conocido por ser el edificio más alto del estado de Wisconsin y el edificio más alto entre Chicago y Mineápolis. Con 183 metros y 42 pisos de altura, el edificio tiene una superficie de 100.113 metros cuadrados. A su vez, superó al Ayuntamiento de Milwaukee como el edificio más alto de la ciudad y el estado. Rematado el 29 de agosto de 1972 y terminado en 1973, fue la sede de lo que finalmente se convirtió en Firstar Corporation de 1973 a 2001. El edificio fue diseñado por el arquitecto Bruce Graham con James DeStefano de Skidmore, Owings & Merrill, y diseñado por el ingeniero estructural Fazlur Rahman Khan. A partir de 2017, el edificio alberga la sede de Foley & Lardner, Robert W. Baird & Company, Sensient Technologies Corporation, y es la oficina de Milwaukee para U.S. Bank, IBM y CBRE.

## Historia
Los planes fueron anunciados inicialmente por First Wisconsin National Bank para construir un nuevo edificio de la sede el 21 de agosto de 1969. Aunque ningún diseño arquitectónico estaba completo en el momento de su anuncio, los funcionarios del banco indicaron que se elevaría al menos 40 pisos. El 18 de marzo de 1971, los funcionarios del banco dieron a conocer el diseño final como un rascacielos de 42 pisos y 183 metros, que abarca una cuadra completa frente a East Wisconsin Avenue. Diseñado por James DeStefano de la oficina de Chicago de Skidmore, Owings & Merrill, con Fitzhugh Scott Architects de Milwaukee como planificador asociado del proyecto, el nombre de la torre fue anunciado como el Primer Centro de Wisconsin.
El edificio se completó el 29 de agosto de 1972 con la instalación de la última viga de acero de 6,1 m sobre la torre. Junto con funcionarios del banco, asistieron a la ceremonia el alcalde Henry Maier, el ejecutivo del condado John Doyne y el gobernador de Wisconsin, Patrick Lucey.
Cerca del final de la construcción en 1973, ocurrieron dos muertes en el sitio de trabajo. En mayo, un capataz murió tras ser atropellado por un camión volquete. En julio, un trabajador murió y otros cuatro resultaron heridos cuando una torre de perforación utilizada para instalar un panel de aluminio de 79 kg se desprendió y cayó 41 pisos al suelo.
El edificio fue ocupado inicialmente el 4 de septiembre de 1973 y celebró su inauguración oficial el 6 de octubre de 1973.

### First Wisconsin Center

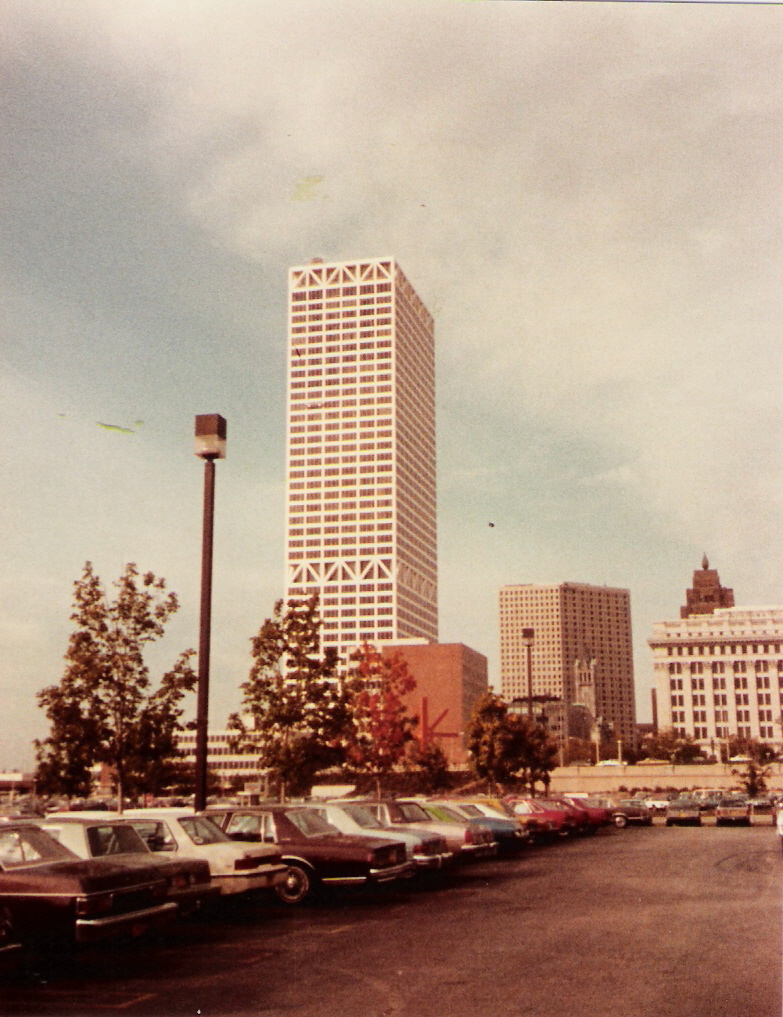
El First Wisconsin Center en 1984.

Mientras todavía estaba en construcción en septiembre de 1972, un grupo de desarrolladores locales responsables del desarrollo vecino de Juneau Square presentó una demanda contra First Wisconsin. La demanda de $ 138 millones alegaba que el banco actuó de manera "monopolística" para controlar el desarrollo de oficinas, en un esfuerzo por descarrilar el proyecto de torre de oficinas de 25 pisos propuesto por los demandantes en una propiedad adyacente al First Wisconsin Center. Después de varios años de litigio, la demanda finalmente fue a juicio en mayo de 1976. En octubre siguiente, la corte declaró culpable a First Wisconsin y otorgó a los demandantes $ 6 millones en daños que luego se triplicaron a $ 18 millones debido a las leyes federales sobre daños otorgados a demandas antimonopolio. Primero, Wisconsin apeló el fallo y, en agosto de 1977, un tribunal federal dictaminó que el caso se volvería a juzgar debido a la complejidad del juicio original, además de que se concedió más tiempo a los demandantes y se admitió el testimonio de oídas. Tras la apelación, en junio de 1978 el tribunal falló a favor de First Wisconsin al eximir a la empresa de todos los cargos.
Después de permanecer bajo la propiedad de First Wisconsin desde su apertura, en junio de 1987 se anunció que la empresa de desarrollo de Dallas Trammell Crow compraría la torre por $ 195 millones. En el momento de la venta anunciada, Trammell Crow reveló planes para construir una torre de 50 pisos al sureste del First Wisconsin Center para superarlo como el edificio más alto del estado. Desde entonces ha permanecido sin construir. La venta se completó en enero de 1988 y Trammell Crow pagó 195 millones de dólares por el complejo, para luego venderlo a una sociedad de inversión por 220,9 millones de dólares.

### Firstar Center
En diciembre de 1988, First Wisconsin cambió su nombre a Firstar Corporation cuando sus operaciones se expandieron más allá del estado de Wisconsin. En mayo de 1992 se abandonó la marca First Wisconsin y todas las operaciones de banca minorista se unificaron bajo el nombre de Firstar Bank. Como resultado, el 14 de septiembre de 1992, el edificio pasó a llamarse Firstar Center. En 1996, se construyó una pasarela elevada de $ 1,2 millones sobre la calle Van Buren para conectar la torre con el vecino Lewis Center. La adición fue financiada en parte por la ciudad de Milwaukee como un proyecto de desarrollo económico ya que Firstar tenía operaciones importantes tanto en la torre como en el vecino Lewis Center.
En 1998, la sociedad de propiedad de The Equitable Life Assurance Society de los Estados Unidos, la Junta de Inversiones del Estado de Wisconsin y el Sistema de Jubilación de Empleados Públicos de California (CalPERS) decidió colocar el centro en el mercado. El siguiente noviembre, Star Banc Corporation de Cincinnati anunció la recompra de la torre a manos de la empresa por $ 200 millones en el momento de la compra de Firstar.

### U.S. Bank Center
En octubre de 2000, Firstar Corporation anunció la compra de U.S. Bancorp y declaró que la nueva empresa tomaría el sobrenombre de U.S. Bank. El Firstar-U.S. La fusión de Bancorp se aprobó en febrero de 2001, y el 3 de mayo de 2002, el Firstar Center se convirtió en el U.S. Bank Center cuando se completó el cambio de marca en Wisconsin. En abril de 2008, un panel en el estacionamiento adyacente al Centro cayó y aplastó un automóvil. Como resultado de este incidente, los propietarios del edificio decidieron derribar el garaje construido en 1973 y reemplazarlo por un garaje prefabricado de hormigón de seis pisos. El garaje de 1.000 plazas de aparcamiento se inauguró en junio de 2010.
Las ventanas del U.S. Bank Center a veces se utilizan para mostrar mensajes iluminados durante eventos importantes en Milwaukee. En 2003, las letras "HD", para Harley Davidson, se exhibieron durante HarleyFest para significar su 100 aniversario. En 2005, las letras "UWM", para la Universidad de Wisconsin-Milwaukee, se exhibieron durante la carrera Sweet Sixteen del equipo de baloncesto masculino de los Milwaukee Panthers en el Torneo de la División I de Baloncesto Masculino de la NCAA de 2005. Las cerchas visibles en la parte superior del edificio cerca del letrero del Banco de EE. UU. También se iluminan a veces con colores similares para indicar eventos como días festivos. En la semana previa al Juego de Campeonato de la NFC 2007-08 se iluminaron en verde y amarillo en homenaje a los Green Bay Packers. Esto se hizo nuevamente durante la semana previa a la aparición de los Packers contra los Chicago Bears en el Juego de Campeonato de la NFC 2010 el 16 de enero de 2011 en Chicago, Illinois.

## Arquitectura

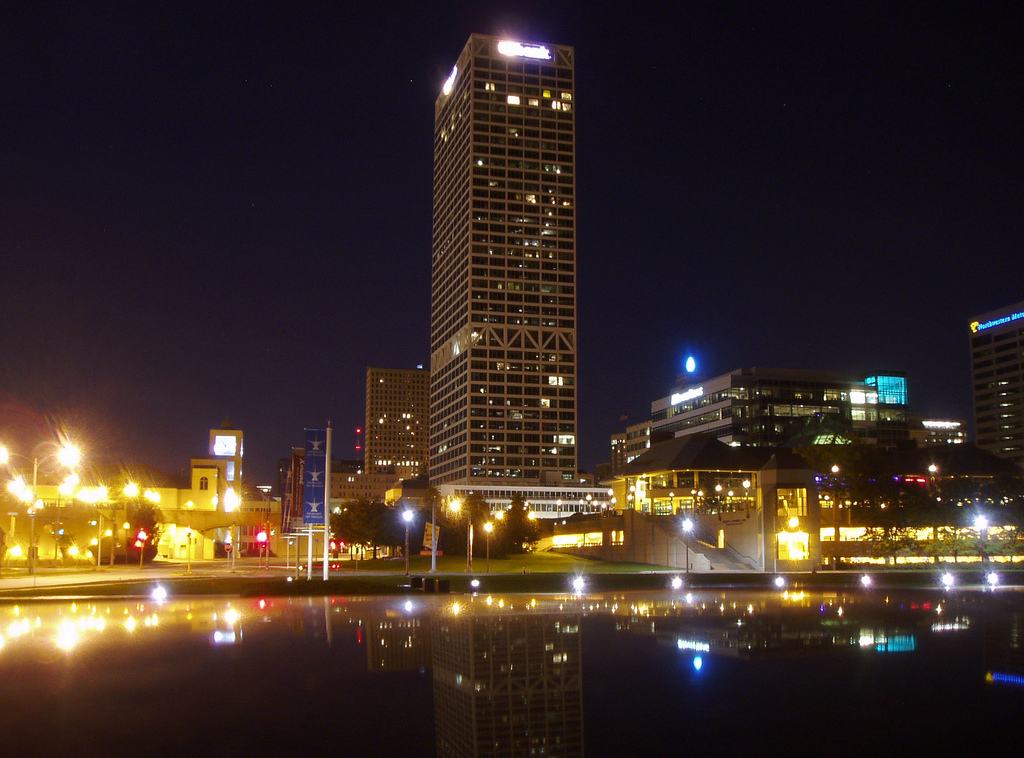
El U.S. Bank Center de noche en 2005.

Ubicado en East Wisconsin Avenue en el centro de Milwaukee, Wisconsin, US Bank Center comprende una torre de oficinas de 42 pisos y 183 m diseñada por Bruce Graham y James DeStefano de la oficina de Chicago de Skidmore, Owings & Merrill. El U.S. Bank Center cubre una cuadra completa, entre las calles North Cass y Van Buren, y East Michigan Street y East Wisconsin Avenue. La torre presenta un marco de acero revestido con una fachada de vidrio y aluminio blanco.
Estructuralmente, el U.S. Bank Center utiliza un sistema de armazón de cinturón diseñado por Graham y Fazlur Rahman Khan. Utilizando elementos similares a los utilizados en una de las obras anteriores de Khan (la Sede de BHP, desde entonces renombrada 140 William Street, en Melbourne, Australia), las tres armaduras de cinturones diagonales proporcionan un contraste dramático con la fachada vertical al servir tanto para propósitos estructurales como estéticos.
El exterior del U.S. Bank Center se mantuvo sin cambios desde su finalización en 1973, hasta la fusión de 1999 con Mercantile Bancorporation. En ese momento, Firstar anunció que se colocarían letreros en la parte superior del edificio. Los críticos argumentaron que los letreros publicitarios verdes en los cuatro lados del piso superior del edificio, en lugar de los elementos de aluminio originales que fueron posteriormente reciclados, interrumpieron el aspecto de las vigas diagonales características del edificio. En 2002, los letreros fueron reemplazados por unos blancos opacos para reflejar la fusión con U.S. Bancorp. En 2013, fueron reemplazados por letreros LED azules que ahorran energía